# Criticat
 (janvier 2012).
Si vous disposez d'ouvrages ou d'articles de référence ou si vous connaissez des sites web de qualité traitant du thème abordé ici, merci de compléter l'article en donnant les références utiles à sa vérifiabilité et en les liant à la section « Notes et références ».

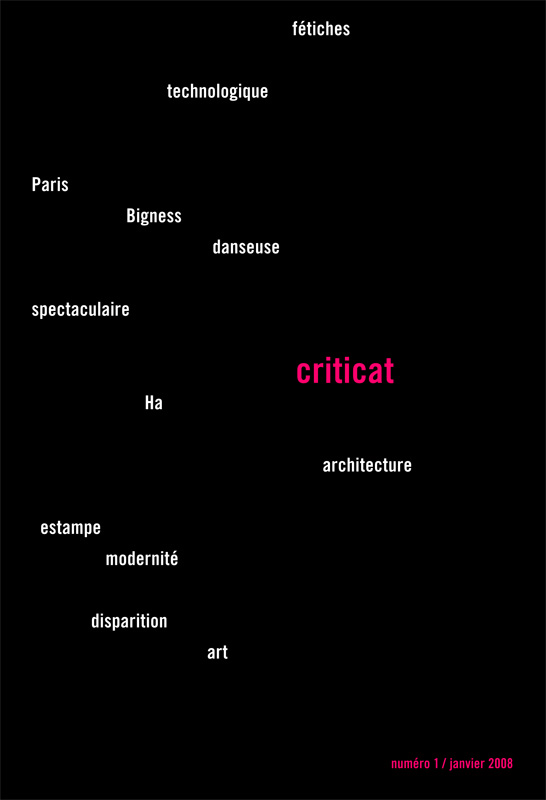
Couverture du premier numéro de la revue Criticat

Criticat est une revue de critique d'architecture francophone qui a paru deux fois par an, au printemps et à l'automne, entre 2008 et 2018. La revue a cessé définitivement sa parution, mais l'ensemble des vingt numéros parus sont librement disponible sous forme numérique sur son site web. 
La revue Criticat a été fondée sur une base associative par les critiques et historiens de l'architecture Pierre Chabard, Valéry Didelon, Françoise Fromonot et Bernard Marrey. Le comité de rédaction se composait dans les dernières années de sa parution de : Pierre Chabard, Valéry Didelon, Martin Étienne, Françoise fromonot, Stéphanie Sonnette et Ariane Wilson. Criticat était mis en page par Binocular Design.
Criticat était une revue indépendante de toute institution et ne recourait pas à la publicité. 
En 2016, Criticat a publié Yours critically, une anthologie en langue anglaise de 23 articles parus dans ses dix premiers numéros. La même année, la revue était invité par le Centre Pompidou à organiser une série de rencontres et de débats sur les thèmes de l'enquête, de l'écriture, du dessin et de l'histoire, autant de moyens au service de la critique architecturale. 